# Грузливець (хутір)
Грузливець (рос. Грузливец, пол. Hruźliwiec) — колишній хутір у Червонохатківській сільській раді Щорського району Житомирської області Української РСР.

## Населення
Наприкінці 19 століття в поселенні налічувалося 73 мешканці, дворів — 10, у 1906 році — 55 осіб, дворів — 11, у 1923 році — 171 мешканець, дворів — 26, у 1924 році — 65 осіб (з перевагою населення польський національности), дворів — 12.

## Історія
Наприкінці 19 століття — хутір Чуднівської волості Житомирського повіту Волинської губернії.
У 1906 році — хутір Чуднівської волості (3-го стану) Житомирського повіту Волинської губернії. Відстань до губернського та повітового центру м. Житомир становила 50 верст, до волосного центру містечка Чуднів — 22 версти. Поштове відділення — міст. Чуднів.
У березні 1921 року, в складі волості, переданий до новоутвореного Полонського повіту Волинської губернії. У 1923 році включений до складу новоствореної Дранецькохатківської (згодом — Червонохатківська) сільської ради, яка 7 березня 1923 року увійшла до складу новоутвореного Чуднівського району Житомирської округи. Розміщувався за 30 верст від районного центру міст. Чуднів та за 2 версти від центру сільської ради, с. Дранецькі Хатки. 27 червня 1925 року, в складі сільської ради, переданий до Романівського району, 1 вересня 1925 року — до складу новоутвореного Довбишського (згодом — Мархлевський) району Житомирської (згодом — Волинська) округи, 17 жовтня 1935 року — до складу Баранівського району Київської області, 14 травня 1939 року — до складу новоутвореного Щорського району Житомирської області.
Знятий з обліку населених пунктів до 1 жовтня 1941 року.